# Banditi a Orgosolo
Banditi a Orgosolo és una pel·lícula italiana dramàtica de 1960 dirigida per Vittorio De Seta, que suposava el seu debut com a director de ficció. El film és protagonitzat per Vittorina Pisano. Amb el mateix títol es va publicar el 1975 un llibre de l'antropòleg Franco Cagnetta, la primera edició monogràfica de l'assaig que va aparèixer a la revista Nuovi Argomenti el 1954 amb el títol "Inchiesta su Orgosolo".

## Argument
Michele, un pastor d'Orgosolo acusat injustament de robatori i assassinat, es veu obligat a anar als turons. En la seva fugida a les zones inaccessibles de Barbagia, on no hi ha aigua ni pastures, perd totes les ovelles del seu ramat. Una nit, desesperat perquè està ple de deutes i amb les proves imminents per davant, entra en la cleda d'un altre pastor i, a punta de pistola, roba totes les ovelles. Michele s'ha convertit en un bandit.

## Repartiment
- Vittorina Pisanu: Mintonia
- Michele Cossu: Michele Cossu
- Peppeddu Cuccu: Peppeddu Cuccu

## Gènesi i ambientació de la pel·lícula
Durant algunes estades a Orgosolo, De Seta havia tingut l'oportunitat de conèixer els habitants d'aquest racó de Barbagia, la vida solitària dels pastors en el seu aïllament entre les roques i vessants del Supramonte, obligats des de les necessitats del ramat a passar llargues estades lluny de la família. S'havia endinsat, tant com podia un observador foraster, en la vida del poble, descobrint les divisions entre les classes socials o entre els que es dediquen a la pastura i es veuen obligats a pagar altes rendes per les pastures i els que, posseint grans extensions de terreny, solen cobrar rendes.
L'interès de De Seta també es va dirigir a la història d'algú que, un cop pastor, per fets aliens a ell, per desconeixement, destí, impotència i desconfiança en l'Estat i les seves lleis, s'embolica en un petit fet que l'aclapara i, complicant-se cada cop més semblant a una allau, el porta a l'elecció o necessitat d'amagar-se, convertint-se en un autèntic bandoler.

## Premis i distincions
Festival Internacional de Cinema de Venècia
| Any  | Categoria                            | Guardonat        | Resultat  |
| ---- | ------------------------------------ | ---------------- | --------- |
| 1961 | Millor opera prima                   | Vittorio De Seta | Guanyador |
| 1961 | Premi Nou Cinema - Millor pel·lícula | Vittorio De Seta | Guanyador |
| 1961 | Premi San Giorgio                    | Vittorio De Seta | Guanyador |
| 1961 | Premi Italian Cinema Clubs           | Vittorio De Seta | Guanyador |

Nastro d'argento
| Any  | Categoria         | Guardonat        | Resultat  |
| ---- | ----------------- | ---------------- | --------- |
| 1962 | Millor fotografia | Vittorio De Seta | Guanyador |